# Списак немачких аутономних градова
Ово је списак немачких аутономних градова. Немачка је подељена на 413 административне јединице, од тога 301 округа (Landkreise, видети чланак: Списак немачких руралних дистриката) и 112 аутономних градова (Kreisfreie stadt). 
Градови Хамбург, Берлин и Бремен (са Бремерхафеном) чине засебне немачке градове-државе. 
Сличан концепт има и Аустрија, у којој се дистрикт зове Statutarstadt. 
Баден-Виртенберг
| - Баден-Баден - Карлсруе - Манхајм - Пфорцхајм | - Улм - Фрајбург - Хајделберг - Хајлброн - Штутгарт |

Баварска
| - Амберг - Ансбах - Аугсбург - Ашафенбург - Бамберг - Бајројт - Вајден на Оберпфалцу - Вирцбург - Ерланген | - Инголштат - Кауфбојрен - Кемптен на Алгоју - Кобург - Ландсхут - Меминген - Минхен - Нирнберг | - Пасау - Регензбург - Розенхајм - Фирт - Хоф - Швабах - Швајнфурт - Штраубинг |

Берлин
| - Берлин |

Бранденбург
| - Бранденбург - Котбус | - Потсдам - Франкфурт на Одри |

Бремен
| - Бремен | - Бремерхафен |

Хамбург
| - Хамбург |

Хесен
| - Визбаден - Дармштат - Касел | - Офенбах на Мајни - Франкфурт на Мајни |

Мекленбург-Западна Померанија
| - Визмар - Грајфсвалд - Нојбранденбург | - Росток - Шверин - Штралсунд |

Доња Саксонија
| - Брауншвајг - Вилхелмсхафен - Волфзбург - Гетинген¹ - Делменхорст | - Емден - Олденбург - Оснабрик - Салцгитер - Хановер² |

¹ После „Гетингенског закона“ 1. јула 1964, град Гетинген је трансформисан у округ (Landkreis) Гетинген, али закони урбаног дистрикта и даље важе.

² После „Закона о регији Хановер“ 5. јуна 2001, Хановер је постао аутономни град.

Северна Рајна-Вестфалија
| - Ахен - Билефелд - Бохум - Бон - Ботроп - Вупертал - Гелзенкирхен - Дортмунд - Диселдорф - Дуизбург | - Есен - Золинген - Келн - Крефелд - Леверкузен | - Менхенгладбах - Милхајм на Руру - Минстер - Оберхаузен - Рамшајд - Хаген - Хам - Херне |

Рајна-Палатинат
| - Вормс - Кајзерслаутерн - Кобленц - Ландау | - Лудвигсхафен - Мајнц - Нојштад на винској улици - Пирмазенс - Трир | - Франкентал - Цвајбрикен - Шпејер |

Сарланд
Више не постоји ни један урабни дистрикт. Град Сарбрикен је некада био урбани дистрикт, али је 1. јануара 1974. интегрисан у Сарбрикенску месну федерацију.
Саксонија
| - Дрезден - Кемниц - Лајпциг |

Саксонија-Анхалт
| - Десау-Рослау - Магдебург - Хале |

Шлезвиг-Холштајн
| - Кил - Либек | - Нојминстер - Фленсбург |

Тирингија
| - Ајзенах - Вајмар - Гера | - Ерфурт - Зул - Јена |